# دورة زراعية

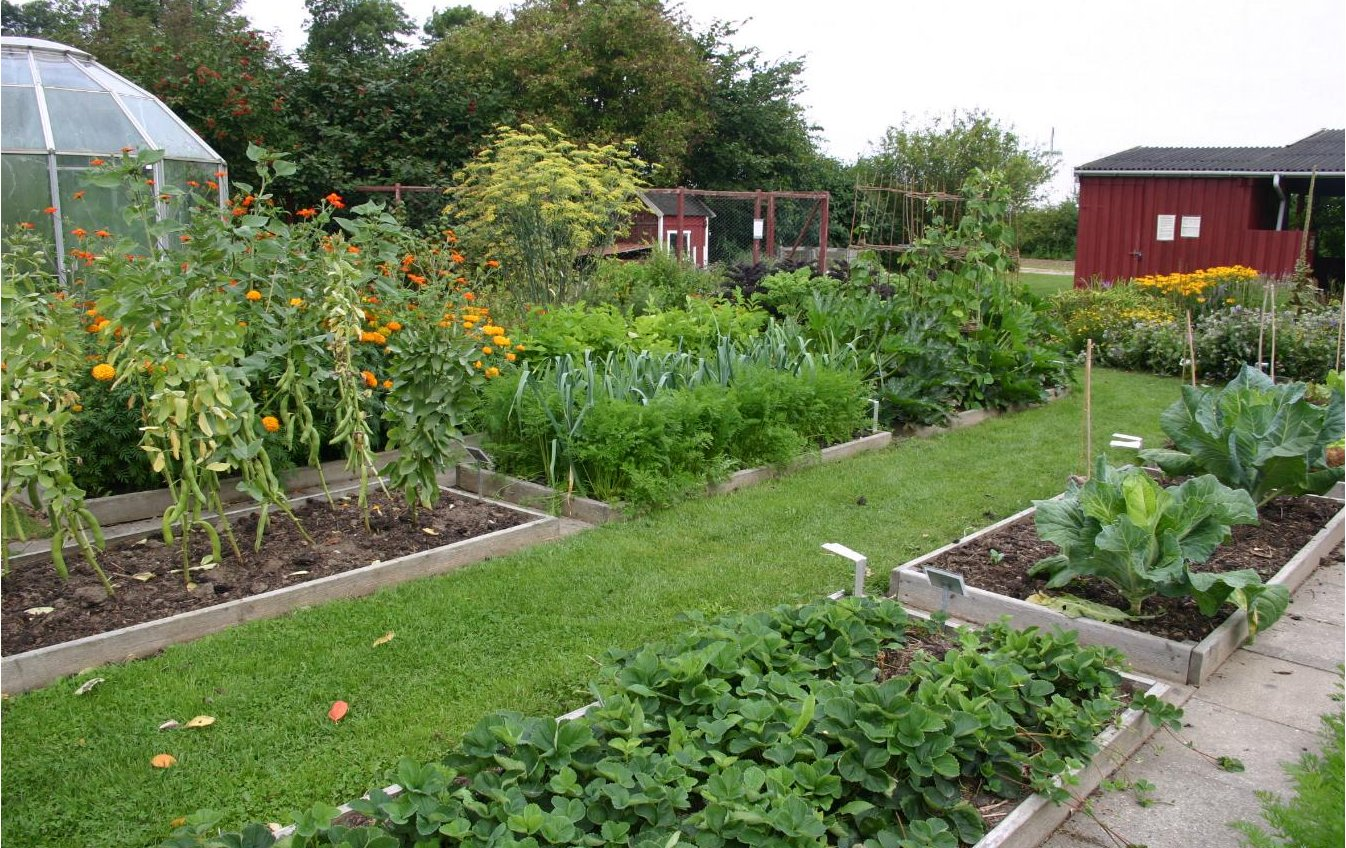

الدورة الزراعية أو الدورة المحصولية أو تدوير المحصول أو تَعَاقُب الزُّرُوع أو تتابع المحاصيل أو تناوب المحاصيل هي تناوب محاصيل مختلفة على قطعة أرض واحدة. تعتبر الدورات الزراعية من العناصر الهامة في زيادة الإنتاج وتحسين خصوبة التربة كما تعتبر إحدى مميزات الزراعة الحديثة وإن كان السابقون قد طبقواً مبادئها تطبيقاً عملياً دون معرفة حقيقة هذه المباديء. وهو زراعة الأرض بأكثر من محصول في نفس العام. مثلا زراعتها بنوع معين من المحاصيل ثم بعد جنيه زراعتها بنوع اخر من المحاصيل. وهذه العملية تفيد في عدم نفاذ المعادن والعناصر الموجودة في التربة لانه عند زراعة الأرض بنفس المحصول طوال العام سوف يؤدي استهلاك المعادن والعناصر التي يحتاجها هذا العنصر وبالتالي نفاذها من التربة ولكن عند استخدام تدوير المحاصيل أو الدورة الزراعية يمكن الأرض من استعادة العناصر وا المعادن الموجودة في التربة.

## لمحة تاريخية
كان الإنسان منذ بدء الخليقة ينتقل من مكان لآخر طلباً للمراعي وعندما تقدمت الحضارة أخذ الناس في زراعة ما يحتاجون إليه دون أن يتبعوا نظاماً معيناً. وقد لاحظوا تكرار زراعة محصول معين في بقعة معينة عدة سنوات إن إنتاجية المحصول تتناقص حتى تضمحل وخلصوا إلى القول بأن هذا الأسلوب ينهك الأرض، فأخذوا يتركون الأرض بوراً عدة سنوات حتى تسترد قواها على أن يقوموا بزراعة غيرها ولم تكن هذه الفكرة منتظمة مما سببت ارتباكاً في العمل الزراعي وعادوا لتبوير الأرض ضمن فترات منتظمة ومحددة.
وعندما اتسعت معارف الإنسان وعرف قيمة المحاصيل البقولية في تجديد قوة الأرض واكتشاف العلاقة بن البقوليات وبكتيريا المستجذرة التي تثبت الآزوت، رفع الستار عن مقدرة المحاصيل البقولية في إعادة خصوبة الأرض وأهميتها في التراكيب المحصولية للدورات الزراعية.

## تعاريف
1- الدورة الزراعية: يقصد بالدورة الزراعية ترتيب الحاصلات إثر بعضها البعض في بقعة معينة من الأرض وبنظام معين وتسمى الدورة عادة باسم أكبر حاصلاتها من الوجهة الاقتصادية كما تتبع عادة بوصف عددي يدل على السنين التي تنقضي بين زراعة المحصول الرئيسي مرة وبين إعادة زراعته مرة أخرى في بقعته. فيقال دورة ثنائية أو ثلاثية أو سداسية إذا كان مدة الدورة سنتين أو ثلاث أو ست سنوات.
2- زمن الدورة الزراعية: هي الفترة اللازمة لتعاقب المحصول الرئيسي لنفس الشريحة من الأرض.
3- الشريحة: هي قطعة من أرض الدورة يزرع فيها محصول واحد وتقسم أرض الدورة إلى عدد من الشرائح تساوي عدد سنين الدورة.
4- المحصول الرئيسي: هو المحصول الذي تقاس بموجبه مدة الدورة وتسمى باسمه.
5- المحصول الاحتياطي: هو المحصول الذي يزرع في شرائح الدورة لإكمال مدة الدورة.
6- فترة قبل الزراعة: هي الفترة التي تلي المحصول السابق وتساعد على تحضير الأرض للزراعة وبشكل خاص للمحصول الرئيسي.
7- فترة ما بين محصولين: هي الفترة التي تقع بين محصولين في الدورة الزراعية.
8- المحصول السابق: هو المحصول الذي يكون مزروعاً في الشريحة قبل المحصول الرئيسي الذي سيزرع فيها.

## أهمية الدورات الزراعية
تعتبر الدورات الزراعية من العناصر الهامة والأساسية في تحسين خصوبة التربة وزيادة الإنتاج، فهي:
1- تزيد من المادة العضوية الآزوت والسعة المائية الحقلية للتربة وبشكل خاص الدورات الزراعية التي تدخلها المحاصيل البقولية.
2- تساعد على امتصاص العناصر الغذائية والماء من أعماق مختلفة في التربة نتيجة تعاقب محاصيل ذات أنظمة جذرية مختلفة حيث تقوم المحاصيل ذات الجذور العميقة بامتصاص العناصر الغذائية من الأعماق وتترك متبقياتها بعد الحصاد في الطبقات السطحية لكي تستفيد منها النباتات ذات الجذور السطحية.
3- تساعد على استفادة المحاصيل من العناصر الغذائية المختلفة في التربة نتيجة اختلاف كمية ونوعية احتياجاتها الغذائية.
4- تساعد على استمرارية زراعة المحاصيل المناسبة لمعظم فصول السنة.
5- تساعد على تنظيم ماء الري وصيانة التربة من الجرف والغسيل وتحسين خواص التربة وبنائها.
6- تساعد على الحد من انتشار الحشائش والأعشاب.
7- تساعد على الحد من انتشار الأمراض والحشرات والآفات الزراعية.
8- تساعد على تنظيم استعمال الأسمدة مما يتضمن الإنتاج الأفضل بأقل التكاليف.
9- تقلل من الأضرار نتيجة زراعة وإدخال محاصيل متنوعة وبشكل تبعد فيها التأثيرات الضارة من المحصول على التربة أو بالعكس.

## أهداف الدورات الزراعية
1. تمكن من تنفي برامج الإنتاج الزراعي بشكل يساعد على زيادة الإنتاج وتحسين خصوبة التربة.
2. تهدف إلى تنظيم فروع الإنتاج الزراعي والحيواني المختلفة.
3. تهدف إلى تأمين إنتاج البذور والغراس بشكل اقتصادي ومناسب.
4. تمكن من تأمين المواد الزراعية الأولية للصناعة.
5. تهدف إلى استخدام كامل التربة في الزراعة بشكل اقتصادي.
6. تكون أفضل الظروف لاستخدام الميكنة في الزراعة.
7. تساعد على استخدام أفضل السبل العلمية الصحيحة في الإنتاج النباتي والحيواني.
8. تهدف إلى ارتباط الزراعة بخطة الدولة بفروعها المختلفة حيث تتوزع في الدورات الزراعية بأنواعها المختلفة. حقلية، علفية، خاصة، مختلطة، الخ.
9. تؤكد تلاؤم الاحتياجات الطبيعية والحيوية للمحاصيل مع الظروف المناخية والتكنولوجية.
10. تحقق الفوائد الاقتصادية بشكل صحيح.

- انتظام العمل المزرعي على مدار السنة.
- تبسيط العمل في المزرعة
- توزيع الإيراد السنوي
- تقلل تعرض الإنسان للخسارة
- تحسين خصوبة التربة وزيادة الإنتاج

## تأثير المحصول السابق
يمكن تفسير ذلك على ضوء العوامل التالية:
1- علاقة المحصول السابق بمقاومة الأمراض النباتية والحشرية والحشائش.
2- تأثير المحصول السابق على صفات الأرض الطبيعية.
3- تأثير مخلفات المحصول السابق بالأرض على نسبة المادة العضوية.
4- تأثير المحصول السابق على حموضة الأرض.
5- كمية العناصر الغذائية التي يضيفها المحصول السابق للأرض والأثر المتبقي له.
6- منطقة الأرض التي تشغلها جذور المحصول السابق لاستنفاذ الغذاء.
7- كمية ونوع العناصر الغذائية التي يستنفذها المحصول السابق من الأرض.
8- إفراز المواد السامة.

## نظام تعاقب المحاصيل
هناك عدة عوامل تؤثر على نظام تعاقب المحاصيل وهي:

### الناحية الحيوية

#### تأثير النبات على بناء التربة
- النباتات الورقية: تحمي بناء التربة من عوامل المطر والشمس وتحميه من تكون الكتل وتمكن من المحافظة على خصوبة التربة وتساعد على زيادة الدبال في التربة بواسطة الجذور الغنية به مثل البقوليات.
- النباتات القصبية: تقوي التربة لفترة قصيرة لكنها تهدم بناء التربة وتمتص العناصر الغذائية.
- النباتات الدرنية: تهدم بناء التربة بالعمليات الزراعية لها وتهوي التربة وتحلل المواد العضوية فيها ولكنها تحسن بناء وخواص التربة بعد ذلك حيث أنها تسمد بالسماد الكيماوي وبالمادة العضوية بكميات كافية مما يساعد على زيادة فعل الميكروبات الحيوية. كما أن العمليات الزراعية تكافح الأعشاب.

#### أسلوب المجموع الجذري للنبات
إن النظام الجذري يختلف من نبات لآخر ففي النباتات ذات النظام الجذري السطحي يكون معظم الجذر منتشر في الطبقة السطحية من التربة وجزء صغير يمتد لمسافة أعمق وهذه النباتات تمتص الماء والعناصر الغذائية من الطبقة السطحية. أما النباتات ذات النظام الجذري العميق فإنها تستفيد ليس فقط من الطبقة السطحية وإنما أيضاً من الطبقات العميقة من التربة للماء والعناصر الغذائية.
إن الجذور تحرك المياه والتربة وتهويها فالبقوليات تأخذ العناصر الغذائية من الأعماق وتجلبها إلى السطح وتتركها في الطبقات السطحية وبعد وفاتها فإن بقايا جذورها تترك في الطبقات السفلى وتغذيها بالمادة العضوية فتزيد من خصوبة التربة في حين أن النباتات ذات المجموع الجذري قليل العمق والتي تترك على السطح المهوى وبالتالي تتحلل بسرعة بواسطة الميكروبات والبكتيريا الهوائية.

#### درجة امتصاص العناصر الغذائية من التربة
إن النباتات لها قدرات مختلفة على تحرير العناصر الغذائية وامتصاصها بحسب حاجاتها. على سبيل المثال الآزوت تحتاجه النباتات الدرنية بشكل كبير وكذلك بعض المحاصيل الزيتية وبنسبة أقل محاصيل الحبوب بعكس ذلك المحاصيل البقولية فإنها تجمع الآزوت وتثبته في التربة ولكنها تمتص من التربة الفوسفور والكالسيوم والبوتاسيوم ولهذه العناصر الغذائية أهمية وحاجة لكل من المحاصيل الزيتية والحبوب وأن البوتاسيوم مهم جداً للنباتات الدرنية ومحاصيل الأعلاف ومن المحاصيل التي تستطيع امتصاص العناصر الغذائية بشكل جيد الذرة البيضاء والشوفان واللوبياء، أما الكتان والقمح والشعير والعدس فبشكل أسوأ.

#### استعمال السماد
إن المحاصيل لاتحتاج إلى السماد العضوي بنفس النسبة فبعض المحاصيل تتضرر أو تتضرر خواصها من السماد البلدي وبعضها يحتاج إلى كميات كبيرة كالدرنيات حيث أن التسميد الجيد يزيد من معدلات الإنتاج وتحسين الخواص الطبيعية للتربة.

#### الاحتياج إلى الماء
إن بعض المحاصيل تعطي بنفس الكمية من الأمطار إنتاجاً أكبر من محاصيل أخرى لأنها تستطيع أن تأخذ كمية ماء أكبر من التربة وأن استهلاك المحاصيل للماء مختلف فمثلاً محاصيل الأعلاف والخضراوات تحدث بخر كبير خلال موسم النمو وكذلك الحبوب وخاصة في موسم الأزهار والمحاصيل الدرنية في موسم تكوين الدرنات، وهناك محاصيل مقاومة للجفاف كالشوفان والشعير والذرة البيضاء وعباد الشمس.

#### درجة مكافحة الأعشاب لكل محصول
يتعاقب المحاصيل بشكل مناسب يمكن مقاومة الأعشاب نتيجة العمليات الزراعية نتيجة تكثيف المحاصيل وخاصة المجموع الجذري الكثيف كالبقوليات ومحاصيل الأعلاف والخضراوات. والمكافحة تتم بشكل جيد بزراعة محاصيل البقوليات مع الحبوب والمحاصيل الدرنية والزيتية. وإن المحاصيل مثل الجزر والقنب وإن نموها يجب مكافحة الأعشاب أولاً ثم زراعة هذه المحاصيل مثل الجزر والقنب وإن أكثر النباتات التي تنمو بها الأعشاب بشكل جيد هي القمح والذرة البيضاء والشوفان.

#### درجة إجهاد التربة لكل محصول
إن زراعة المحصول نفسه لعدة سنوات يجهد الأرض ويقلل الإنتاج ويعود ذلك إلى:
- انتشار الحشائش والأمراض والحشرات.
- امتصاص الماء والعناصر الغذائية، الصغرى بشكل خاص، من نفس الطبقة.
- إفراز بعض جذور النباتات مواد سامة تؤثر في تراكيب ونشاط الكائنات الحية الدقيقة في التربة.

### الناحية الاقتصادية
إن لكل محصول طول فترة نمو خاصة به وتاريخ زراعته يجب أخذها بعين الاعتبار لمعرفة الوقت الكافي لتحضير الأرض لزراعة المحصول التالي ويجب معرفة إمكانية تقسيم وتنظيم واستعمال المكننة واستخدامها في العمليات الزراعية.
وكذلك متطلبات السوق من عرض وطلب والحاجة إلى المحصول وأهميته والتكلفة اللازمة له.

## لمحة موجزة عن خصائص بعض المحاصيل في التركيب المحصولي للدورات الزراعية

### الحبوب
سطحية الجذور، شرهة للعناصر الغذائية والماء من الطبقة السطحية يجب أن تكون العناصر الغذائية جاهزة. تترك مخلفات عضوية قليلة في التربة، تساعد على انتشار الأعشاب، أفضل محصول اسبقاً لها البقوليات، الدرنيات، تهدم التربة تحتاج لتسميد عضوي ومعدني متوسط.

### البقوليات
عميقة الجذور، تغني التربة بالآزوت، تسهل امتصاص العناصر الغذائية تساعد بشكل جيد على خدمة التربة، تترك التربة بحالة بناء جيدة، الزراعة الكثيفة تقضي على الأعشاب، توضع بين محصولي حبوب في الدورات الزراعية أفضل زراعة لها بعد الدرنيات المسمدة.

### الدرنيات
متوسطة إلى عميقة الجذور، شرهة للعناصر الغذائية والماء، تحمي التربة من البخر، تحسن بناء التربة، تكافح الأعشاب نتيجة العمليات الزراعية، تترك التربة بحالة جيدة، محصول سابق جيد لمعظم المحاصيل، تحتاج لتسميد عضوي.

### الزيتيات
الجذور سطحية إلى متوسطة العمق، تحتوي على أوراق كبيرة وسطياً وكثيرة، البعض موسمه قصير النمو، تحتاج للعناصر الغذائية بحالة قابلة للاستفادة تزرع على خطوط عريضة وتخدم بين الخطوط تترك التربة بحالة جيدة وبدون حشائش تزرع بعد الحبوب وتسمد عادة بالسماد العضوي، جيدة كمحصول سابق وخاصة للقمح.

### الخضراوات
عميقة الجذور تتراوح معظمها بين 20-100 سم معظمها شرهة للعناصر الغذائية، الخضراوات الورقية تحافظ على التربة وتحميها من البخر وضياع الماء، العمليات الزراعية مشابهة للدرنيات، يمكن مكافحة الأعشاب في الأدوار المبكرة تزرع بعد البقوليات والدرنيات المسمدة.

### الليفيات
أفضل محصول سابق لها البقوليات والدرنيات المسمدة.

### النباتات الطبية
سنوية أو معمرة، تحتاج لتربة خصبة، العمليات الزراعية مشابهة للعمليات في الخضراوات، المعمرة تزرع بمفردها.

## أسس ترتيب التراكيب المحصولية في الدورات الزراعية
إن استعمال الأرض كعامل إنتاج في الدورة الزراعية يرتبط:
1. بقوة الإنتاج.
2. بعلاقات الإنتاج.
3. باحتياجات الإنتاج الطبيعية والزراعية.

تختلف المحاصيل بخواصها واحتياجاتها وتأثير بعضها على بعض في:
1- لها تأثيرات مختلفة على بناء التربة، وفي الدورة الزراعية تتعاقب المحاصيل بشكل يبقي بناء التربة مناسباً وقادراً على تأمين متطلبات المحاصيل بالشكل المناسب.
2- للمحاصيل مجاميع جذرية مختلفة سطحية إلى عميقة وفي الدورة يجب أن تتعاقب المحاصيل ذات المجموع الجذري السطحي مع المحاصيل ذات المجموع الجذري العميق.
3- يجب تنظيم المحاصيل في الدورات الزراعية بشكل يحقق تأمين احتياج كل محصول من الماء خلال فترة نموه.
4- تختلف المحاصيل في احتياجاتها وقدرتها على امتصاص العناصر الغذائية فالحبوب لها قدرة على امتصاص المركبات ذات الأثر الحامضي كالنيترات والكبريتات. في حين أن الدرنيات لها قدرة على امتصاص المركبات ذات الأثر القاعدي ككاتيونات البوتاسيوم والأمونيوم وبالتالي تؤخذ هذه الاعتبارات في الدورات الزراعية.
5- يجب أن تتعاقب المحاصيل أعشاب وأمراض وحشرات خاصة به فترتيب تعاقب المحاصيل يجب أن يتم بشكل يحقق الحد من الانتشار هذه الأعشاب والأمراض والحشرات.
6- يجب أن تتعاقب المحاصيل التي تحتاج إلى تسميد عضوي أو معدني مع محاصيل يمكن تأمين حاجتها من التربة فقط.
7- إن زراعة محصول واحد لعدة سنين بشكل مستمر ينهك التربة ويجهدها نتيجة امتصاص العناصر الغذائية وبشكل خاص العناصر الصغرى (الزنك الموليبدنوم الكوبالت) وبسبب إفراز الجذور لمواد سامة تؤثر في تركيب الميكروبات الحيوية للتربة بجانب انتشار الأعشاب والأمراض والحشرات. وفي الدورات الزراعية لا بد من الأخذ بالاعتبار إصلاح التربة ومقاومتها للإجهاد والإنهاك.
8- لكل محصول فترة نمو خاصة به وعليه فإن الدورة الزراعية يجب أن تأخذ بالاعتبار الفترة المناسبة بعد حصاد المحصول السابق لزراعة المحصول التالي وإضافة لأهمية إيجاد الظروف المناسبة لإدخال الميكنة الزراعية لكل محصول في الدورة.
9- يجب أن يؤخذ في الاعتبار في الدورة نسبة كل محصول بالنسبة للمساحة الكلية ونوع المحاصيل التي ستزرع خلال فترات النمو السنوية وفترة الدورة الزمنية.
10- يجب أن يؤخذ في الاعتبار أيضاً:
- عوامل الإنتاج الطبيعية: عوامل التربة والمناخ وطول فترة النمو ومساحة التربة والطبوغرافيا والانحدار..
- عوامل الإنتاج الاقتصادية والاجتماعية احتياجات المجتمع للإنتاج الزراعي ومعدلات الأسعار، نوعية الاستثمار، المواد الأولية، القوة العاملة.

11- كما يؤخذ بالاعتبار:
- مساحة القطعة الزراعية.
- نوع وصنف وخواص التربة.
- درجة انتشار الأعشاب والأمراض والحشرات
- نوع الزراعات وحدودها ومساحتها ومساحة وحدود الأراضي غير الزراعية (البناء، الإنشاءات الزراعية الثمرية والحراجية والأعشاب، الخ..).

12- توضع الدورة الزراعية حسب الظروف المذكورة.

## أنواع الترب الملائمة لزراعة المحاصيل المختلفة
- قمح، ذرة: تربة طينية، طينية صفراء، صفراء، لومية.
- كتان، أرز: تربة صفراء، لومية.
- برسيم: تربة طينية، طينية صفراء، صفراء رملية، رملية.
- شعير، شوندر: صفراء، صفراء رملية، رملية.
- حمص، بصل: طينية صفراء، صفراء، لومية.
- بطاطا: صفراء، صفراء رملية.
- سمسم: صفراء رملية، رملية
- فول سوداني: صفراء رملية، رملية
- قطن: طينية، طينية صفراء

## أنواع الدورات الزراعية
تتوقف على عوامل عديدة منها:
قوام التربة، سمك القطاع وأفق الزراعة، وجود طبقة تحت التربة، عمق مستوى الماء الأرضي، الميل والانحدار والجرف، خواص التربة، توفر ماء الري، نوع المحاصيل وأسلوب تعاقبها، الأسمدة المستعملة، الظروف المحلية، درجة دمج الإنتاج النباتي والحيواني، الناحية الاقتصادية، توفر البذور، مساحة أرض الدورة.
ويمكن إيجاد الأنواع التالية من الدورات:
1. حقلية
2. خضراوات
3. علفية
4. مختلطة
5. محاصيل خاصة

## تصميم الدورة الزراعية
يقصد بتصميم الدورة اختيار الحاصلات وتحديد مساحة كل منها وترتيب زراعتها وتعاقبها مع مراعاة سهولة مقاومة الآفات وعدم إجهاد الأرض ومقاومة الحشرات والحشائش على أن يحصل المزارع على أكبر ربح مستطاع مقابل تكاليف الإنتاج.
ويراعى عند تصميم الدورة ما يلي:
1- اختيار المحاصيل الملائمة النمو في أنواع الأراضي المختلفة.
2- معرفة مناخ المنطقة
3- معرفة مطالب السوق، المواصلات، القدرة المالية
4- توفر الري والصرف
5- توفر الأيدي العاملة، يجب اختيار الحاصلات وتحديد مساحتها وترتيب زرعها حتى يمكن تقليل مصاريف الإنتاج إلى أدنى حد مستطاع.
6- مراعاة قوانين الدولة وحكم الجيرة
7- مراعاة الظروف المحلية بالمنطقة
8- عدم سيطرة الرغبة الشخصية
9- التأكد من تحقق فوائد الدورة في حفظ خصوبة التربة وزيادة الإنتاج.
10- مراعاة وجود فترة كافية بين المحصول السابق واللاحق لخدمة الأرض وإعدادها للزراعة في أنسب ميعاد.
11- عدم تغيير محاصيل الدورة من سنة لأخرى إلا عند الضرورة.

### كيفية تصميم الدورة الزراعية
لتصميم دورة زراعية يجب:
1- اختيار الحاصلات بناء على ما تقتضيه العوامل الخاصة بذلك والسابق ذكرها.
2- تحديد مساحة كل منها
3- تحديد مدة الدورة المتعلقة بالمحصول الرئيسي
4- تحديد عدد شرائح الدورة التي تساوي عدد سنين الدورة. مدة الدورة / عمر المحصول السابق.
5- تقسيم الحاصلات الداخلة في الدورة إلى شتوية وصيفية، ثم إلى بقولية وغير بقولية.
6- رسم شرائح الدورة وأقسامها
7- كتابة أسماء حاصلات الدورة في كل شريحة أو قسم
8- نقد الدورة للتأكد من مطابقتها للشروط الواجب مراعاتها في تصميم الدورة

## الشروط الواجب مراعاتها في تصميم الدورة
- هل تمكن الدورة المزارع من الحصول على أكبر ربح؟
- هل توجد فترة كافية بين المحصول السابق والمحصول اللاحق تكفي خدمة الأرض والزراعة في ميعاد مناسب؟
- هل تخدم الحاصلات بعضها البعض من حيث التسميد؟
- هل تحافظ الدورة على خصوبة الأرض؟
- هل تساعد الدورة على مقاومة الحشائش والآفات والأمراض؟
- هل تفضل أي دورة أخرى من جهة الحصول على أكبر ربح؟
- هل تكفل الدورة توزيع العمل واستمراره؟

يتضح لنا بعد ذلك الأخطاء فنعمد إلى تصحيحها إما بتعديل في ترتيب زرع الحاصلات أو تعديل مساحة بعض الحاصلات الثانوية.

## نماذج دورات زراعية
1. دورة زراعية ثنائية : قمح، بقوليات
2. دورة زراعية ثلاثية : قمح، بقوليات، خضراوات
3. دورة زراعية رباعية : قمح، بقوليات، قطن، خضراوات.

## مشاكل الدورات الزراعية في سوريا
تبرز أهمية التربة في سوريا لاعتماد معظم إنتاجنا المحلي وقسم كبير من صناعتها عليها بينما يعيش أكثر من 65% من السكان على استثمارها زراعياً.
وتبلغ مساحة سوريا 18.480.495 هكتار منها 8.824.475 هكتاراً فقط قابلة للزراعة، مستثمر منها 6.654.722 أي مايعادل 77% من الأراضي القابلة للزراعة وتشكل المساحات البعلية القسم الأكبر من هذه المساحات حيث تبلغ الأراضي المروية بحدود 600 ألف هكتار.
ومعنى ذلك أن التوسع الأفقي لن يتجاوز حدود 23% من المساحة القابلة للزراعة أو مايعادل 30% من المساحة المستثمرة حالياً، أما مشاريع الري الصغيرة والكبيرة فإنها لن تضع أراضي جديدة تحت الزراعة بنية كبيرة لأن أجل ماستقوم بنسبة به تحويل الأراضي البعلية على المروية، وعلى هذا فإن التوصل إلى استثمار كافة الأراضي القابلة للزراعة لن يكون اقتصادياً قبل أن يبلغ استثمار المساحات المزروعة حالياً أعلى كفاءته. ومن هذا المنطلق لابد من توجيه العناية نحو التركيز على الأراضي المستثمرة فعلاً والعمل على رفع كفاءتها وزيادة إنتاجها في الوحدة المساحية وذلك بإصلاح عيوب الأرض من سوء الصرف والملوحة بالإضافة إلى سوء استعمال الماء في الزراعة ومشاكل انجراف التربة ومشاكل خصوبتها وغيرها من المشاكل التي لا تزال عقبة دون تحقيق زراعة مثلى في هذا البلد الزراعي، وإدخال طرق الاستثمار الزراعية.
فمن ناحية التبوير في الزراعة البعلية التي تشكل القسم الأكبر من الأراضي المستثمرة في الزراعة فمن المعروف أن المناطق التي يقل فيها معدل الأمطار السنوي عن 350 مم تتراوح فيها نسبة التبوير بين ثلاثة أرباع إلى أربعة أخماس الأرض حيث تبقى هذه الأقسام غير مزروعة أو بمعنى آخر لا يزرع سنوياً أكثر من ربع أو خمس الأرض مما يضيع على البلاد ناتج ثلاثة أرباع الأرض إلى أربعة أخماسها وبالرغم من أن هناك اعتقاداً علمياً بعدم فائدة التبوير إلا أن التبوير في مناطق كهذه لايزال يتطلب مزيداً من الدراسة والبحث.
كما أن الدورات الزراعية في سوريا غير منتظمة وغير مبرمجة وتختلف من منطقة لأخرى ومن عام لآخر ولاتدخل فيها الأسس العلمية الهادفة إلى تحقيق أهدافها ويمكن القول بأنه لايوجد أساس علمي صحيح للدورات الزراعية.
وتبرز أهمية الدورات في سوريا بحل أكبر مشكلة قائمة في حسن استثمار الأرض بالأساليب العلمية الحديثة مما يحقق زيادة الإنتاج وتحسين خصوبة التربة وخفض التكاليف.